# Go with the Flow
Go with the Flow är en låt av det amerikanska rockbandet Queens of the Stone Age. Den släpptes som singel i april 2003 och återfinns på bandets tredje studioalbum Songs for the Deaf. Vid Grammy Awards år 2004 var låten nominerad som Best Hard Rock Performance.

## Låtlista
CD 1 Storbritannien
1. "Go with the Flow" (album version)
2. "No One Knows" (UNKLE reconstruction remix radio edit)
3. "Hangin' Tree" (live)
4. "Go with the Flow" (CD-ROM video)

CD 2 Storbritannien
1. "Go with the Flow" (album version)
2. "Regular John" (live)
3. "Do It Again" (live)

Specialutgåva Australien
1. "Go with the Flow" (album version)
2. "Avon" (live)
3. "No One Knows" (Lavelle remix radio edit version)
4. "No One Knows" (CD-ROM video)

Nederländerna
1. "Go with the Flow" (album version)
2. "Avon" (live)
3. "No One Knows" (UNKLE Reconstruction radio edit)
4. "No One Knows" (CD-ROM video)

Maxisingel Storbritannien (genomskinlig vinyl)
1. "Go with the Flow" (album version)
2. "No One Knows" (UNKLE reconstruction vocal version)

## Medverkande
- Josh Homme – sång, gitarr
- Nick Oliveri – elbas, sång
- Mark Lanegan – sång
- Dave Grohl – trummor, percussion, bakgrundssång